# خشم الهی (فیلم ۱۳۵۸)
خشم الهی فیلمی به کارگردانی و نویسندگی عزیزالله رفیعی محصول سال ۱۳۵۸ است.

## خلاصه داستان
دو مهندس زمین‌شناس عتیقه‌هایی را که به دست می‌آورند و به قیمت مناسب در اختیار مسئولان موزه باستان‌شناسی قرار می‌دهند. چند تن از مقام‌های دربار از آنان می‌خواهند کشفیات خود را با قیمت ارزان‌تر به آن‌ها بفروشند. آن دو به این درخواست پاسخ منفی می‌دهند؛ در نتیجه کارشان به حبس و شکنجه و دادگاه کشانده می‌شود.

## بازیگران
- مصطفی طاری
- عزت‌الله رمضانی‌فر
- مستانه جزایری (در پوستر فیلم پری جزایری معرفی شده)[۱]
- داوود غفاری
- احمد کاشانی
- سامی تحصنی
- علی دهقان
- یوسف آذری
- آنیک شفرازیان